# Seth's Woodpile
Seth's Woodpile è un cortometraggio muto del 1913 diretto da Charles H. France.

## Produzione
Il film fu prodotto dalla Edison Company.

## Distribuzione
Distribuito dalla General Film Company, il film - un cortometraggio di 150 metri - uscì nelle sale cinematografiche USA il 10 novembre 1913. Nelle proiezioni, veniva programmato con il sistema dello split reel, accorpato in un'unica bobina con un altro cortometraggio prodotto dalla Edison, il documentario Camping with the Blackfeet.